# Ingram (Teksas)
Ingram je grad u američkoj saveznoj državi Teksas. Prema popisu stanovništva iz 2010. u njemu je živjelo 1.804 stanovnika.